# Leszek Kołakowski
Leszek Kołakowski (23. října 1927, Radom – 17. července 2009, Oxford) byl polsko-britský filosof a historik idejí.

## Biografie
Kołakowski začínal jako marxista a člen komunistické strany, s komunismem se však postupně rozešel a stal se naopak jeho výrazným kritikem. Roku 1968 emigroval na Západ, stal se profesorem univerzity v Oxfordu, kde přednášel v letech 1970–1995. Roku 1991 byl jmenován řádným členem Polské akademie věd.
Jeho nejznámější prací jsou třídílné Hlavní směry marxismu (1976–1978, Główne nurty marksizmu), kritická analýza marxistického myšlení od jeho kořenů až po dvacáté století.
V roce 2009 zemřel, je pochován na hřbitově v polské Varšavě.

## Výběrová bibliografie
- Szkice o filozofii katolickiej (1955),
- Wykłady o filozofii średniowiecznej (1956),
- 13 bajek z Królestwa Lailonii (1963),
- Klucz niebieski (1964, Nebeklíč),
- Rozmowy z diabłem (1965, Rozhovory s ďáblem),
- Obecność mitu (1972),
- Główne nurty marksizmu (1976–1978, Hlavní směry marxismu), tři díly,
- Czy diabeł może być zbawiony (1982),
- Metaphysical Horror (1988, Metafyzický horor), polsky roku 1990 jako Horror metaphysicus,
- Mini wykłady o maxi sprawach (2003, Malé úvahy o velkých věcech),
- O co nas pytają wielcy filozofowie (2004, Na co se nás ptají velcí filozofové),
- Czy Pan Bóg jest szczęśliwy i inne pytania (2009).

## Česká vydání
- Nebeklíč. Rozhovory s ďáblem, Odeon, Praha 1969, přeložil Gabriel Laub, znovu Index, Köln 1982 a Artes, Praha 2003.
- Metafyzický horor, Mladá fronta, Praha 1999, přeložil Josef Mlejnek a Allan Plzák.
- Malé úvahy o velkých věcech, Academia, Praha 2004, přeložil Jiří Červenka.

## Fotogalerie

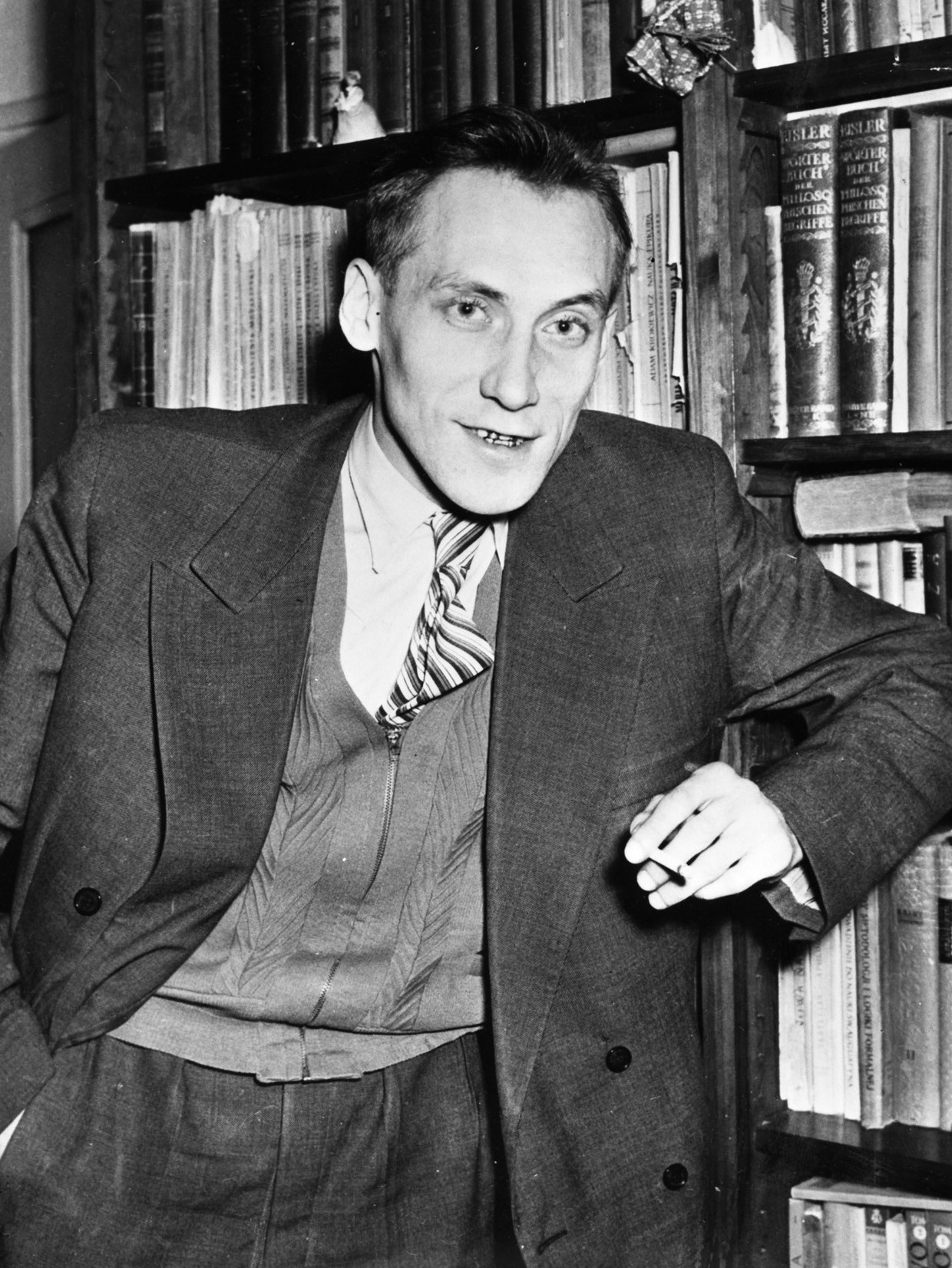
Leszek Kołakowski
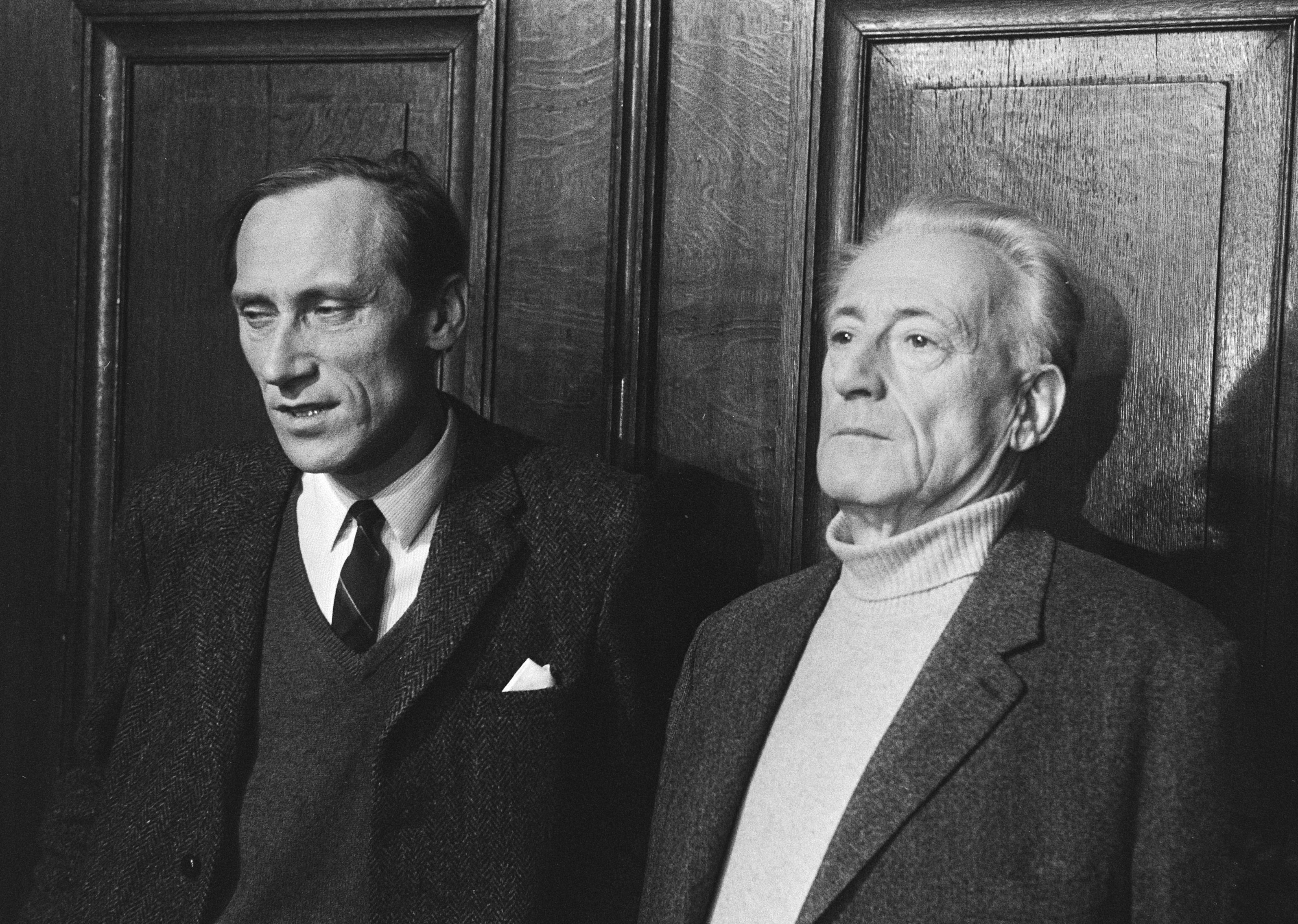
Leszek Kołakowski a francouzský filosof Henri Lefebvre (1971)
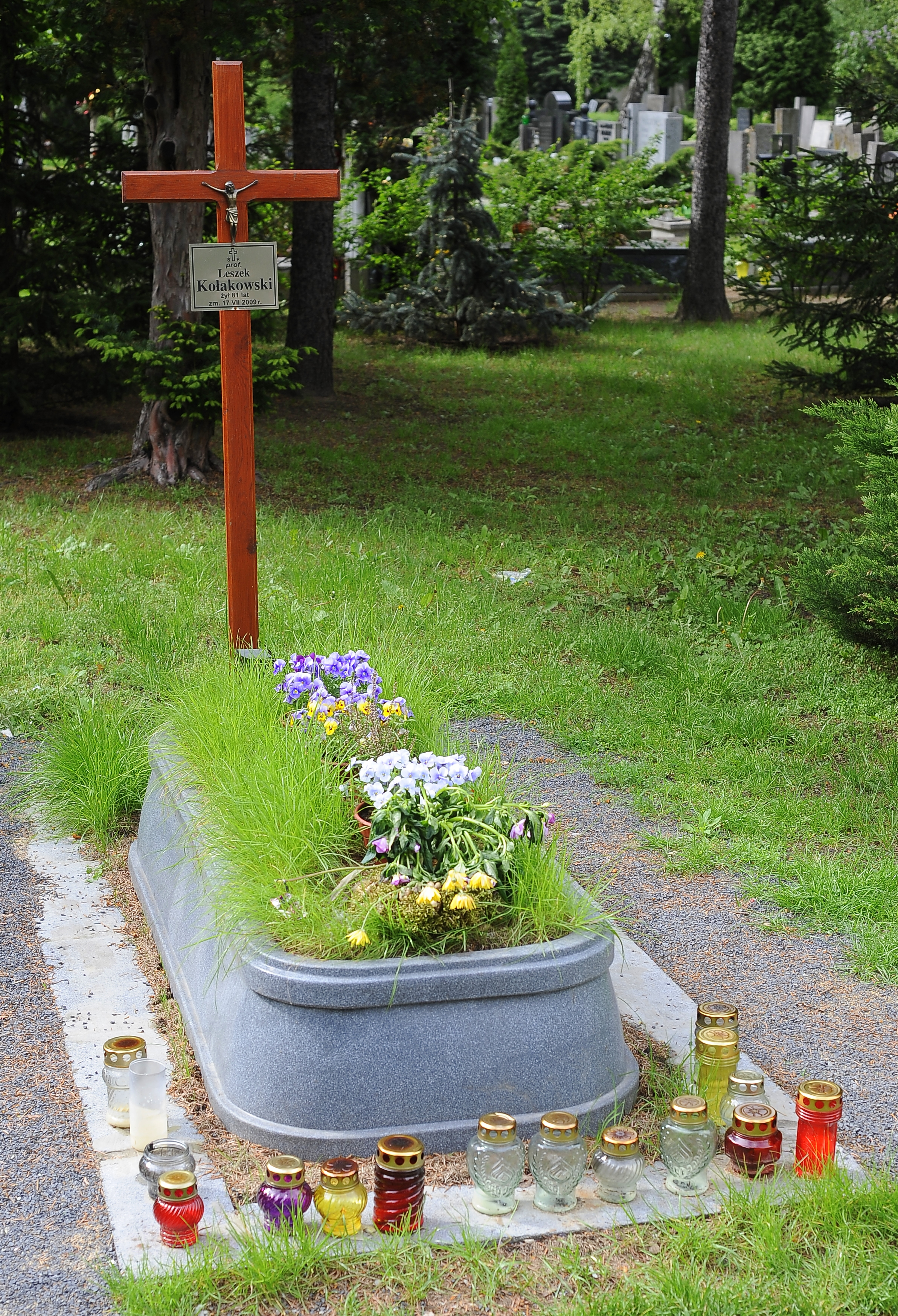
Jeho hrob ve Varšavě (1)
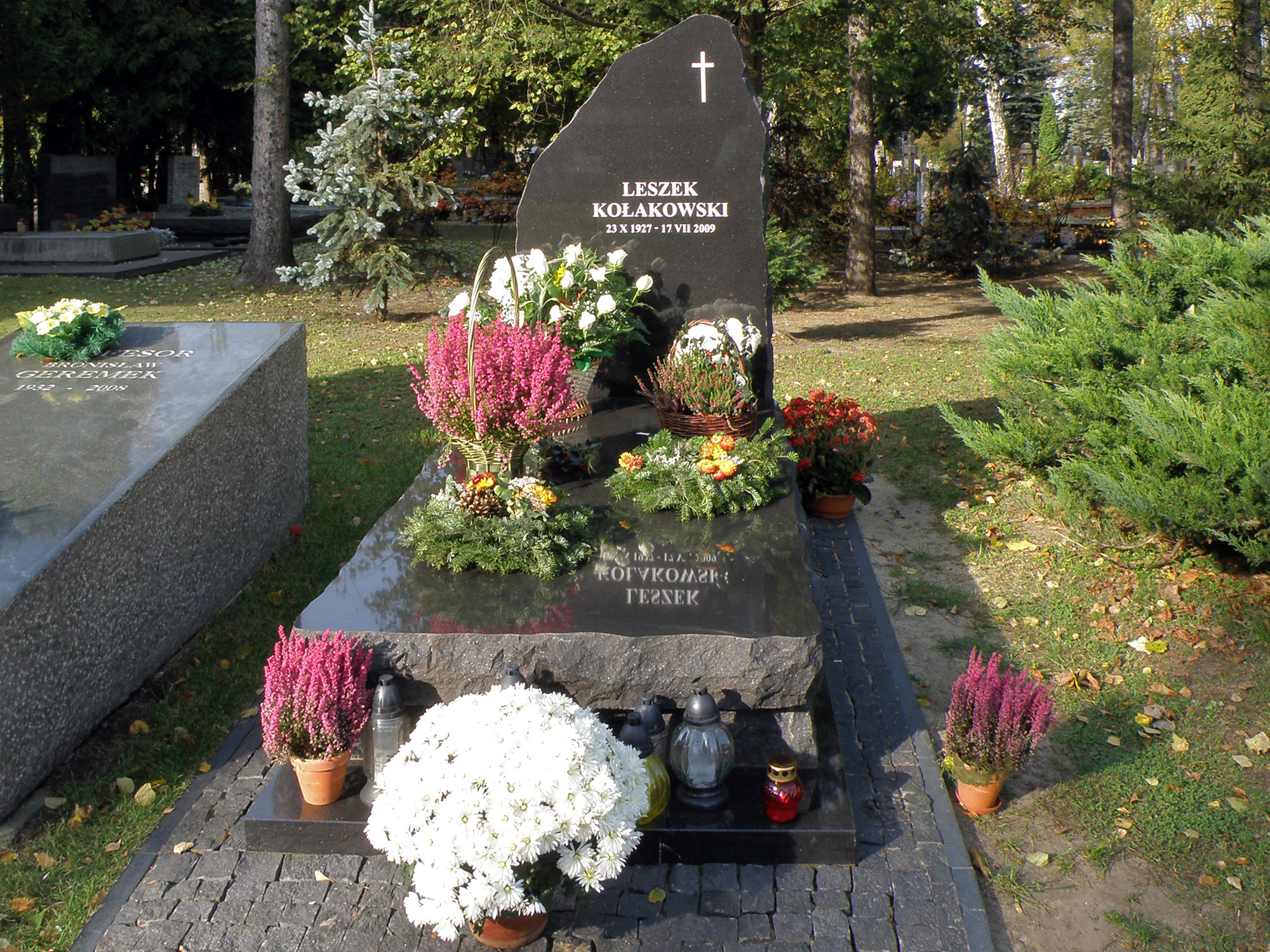
Jeho hrob ve Varšavě (2)